# Видем (община)
Община Видем (словен. Občina Videm) — одна з общин Словенії. Адміністративним центром є місто Видем-при-Птую.

## Населення
У 2011 році в общині проживало 5605 осіб, 2833 чоловіків і 2772 жінок. Чисельність економічно активного населення (за місцем проживання), 2400 осіб. Середня щомісячна чиста заробітна плата одного працівника (EUR), 818,99 (в середньому по Словенії 987.39). Приблизно кожен другий житель у громаді має автомобіль (52 автомобілі на 100 жителів). Середній вік жителів склав 40,9 роки (в середньому по Словенії 41.8). 